# Terinos bankanensis
Terinos bankanensis är en fjärilsart som beskrevs av Hans Fruhstorfer 1912. Terinos bankanensis ingår i släktet Terinos och familjen praktfjärilar. Inga underarter finns listade i Catalogue of Life.